# Girardyni
Girardyni – frankijski ród arystokratyczny wywodzący się od hrabiego Paryża Girarda I.

## Genealogia Girardynów
- Girard I (zm. 779) – hr. Paryża; małżonka Rotruda
  - Stefan (zm. 816) – hr. Paryża; małżonka Amaltruda
  - Bego I (zm. 816) – hr. Tuluzy, skarbnik Ludwika Pobożnego, kr. Akwitanii, walczy z muzułmanami, od 815 hr. Paryża; małżonka Alpaida (zm. 852), córka cesarza Ludwika I
    - Leuthard II – od 815 hr. Paryża; żył w 816
    - Ewrard
    - Zuzanna; mąż Wulfhard

  - Chrotylda
  - Leuthard I – hr. Fezensac
    - Alard Seneszal (ur. ok. 798, zm. zamordowany 878) – hr. Paryża, seneszal Francji.
      - syn
        - Fulko – w-ce hr. Anjou; żona NN, siostra biskupa Tours Adalharda i arcybiskupa Angers lub Orleanu Raina
          - Adelais – pani na Busançois i Châtillon-sur-Indre; m. Ingelger (+888)

      - Alard Młodszy (zm. 890) – opat Echternach

    - Girard II z Vienne (zm. 874) – hrabia Lyonu i Vienne.
      - Thierry (zm. ok. 845)
      - Ava (zm. przed 858)

    - Engeltruda; m. Odo, hr. Orleanu (zm. 834)